# روبن آدالیان
روبن مارتیروسی آدالیان (ارمنی: Ռուբեն Մարտիրոսի Ադալյան؛ انگلیسی: Rouben Adalian زادهٔ ۱۹۲۹ - درگذشته ۲۰۱۴) نقاش اهل ارمنستان بود.

## زندگی‌نامه
وی در ۱۹۲۹ در سیمفروپول به دنیا آمد رافی آدالیان و نرایر آدالیان برادران وی بودند. وی در سال ۱۹۵۶ از انستیتو دولتی هنری و نمایشی ایروان فارغ‌التحصیل گشت. عضو اتحادیه نقاشان اتحاد شوروی بود. همچنین برندهٔ جوایزی همچون نقاش مردمی جمهوری ارمنستان (۱۹۹۰) شده است. وی در ۲۰۱۴ در سن سالگی در ایروان درگذشت.

## یادداشت
1. ↑  Հայաստանի Հանրապետության ժողովրդական նկարիչ